# Lori de flancs vermells
El lori de flancs vermells (Charmosyna placentis) és una espècie d'ocell de la família dels psitàcids que habita zones amb arbres de les Moluques, illes Raja Ampat, Nova Guinea i les illes Bismarck i Salomó.